# Dorika curta
Dorika curta är en fjärilsart som beskrevs av Swinhoe 1891. Dorika curta ingår i släktet Dorika och familjen nattflyn. Inga underarter finns listade i Catalogue of Life.